# Dionýz Ďurišin
Dionýz Ďurišin (16 d'octubre de 1929 – 1997) va ser un important teòric de la literatura i comparatista de nacionalitat eslovaca. Pertany a la tradició de l'Escola de Bratislava de Literatura Comparada. Va treballar en l'àmbit txec i eslovac d'aquesta disciplina i és reconegut per les seves aportacions als conceptes de "literatura mundial" (Weltliteratur) i "processos interliniars".
En la seva obra titulada Teoria de la Comparatística Literària de 1984 Durisin descriu el "procés literari" com les lleis internes del desenvolupament de la literatura. Un dels temes principals és la funció i finalitat dels estudis literaris i de la literatura comparada en particular tot dient "comprendre el fenomen literari no és senzillament descriure els seus elements constituents, o senyalar la seva afinitat mútua i interdependència dins de l'obra literària, sinó revelar les múltiples afinitats del fenomen literari i dels processos individuals amb el rerefons literari, cultural, artístic i social en el sentit més ampli de la paraula" Segons Durisin la finalitat última de la recerca literària no consisteix en la "mera reconstrucció de les lleis de la literatura nacional com una unitat orgànica literària-històrica, sinó també la comprensió de les lleis més generals que regeixen la literatura mundial." En el mateix llibre, Durisin assegura està seguint la seva tradició eslovaca de la crítica tot desenvolupant idees d'altres teòrics com Alexander Veselovsky i Viktor Zhirmunsky.